# Salvatore Ventimiglia
Salvatore Ventimiglia (Palermo, 15 luglio 1721 – Palermo, 8 aprile 1797) è stato un arcivescovo cattolico italiano, vescovo di Catania dal 1757 al 1773 ed arcivescovo titolare di Nicomedia dal 1773 alla morte.

## Biografia

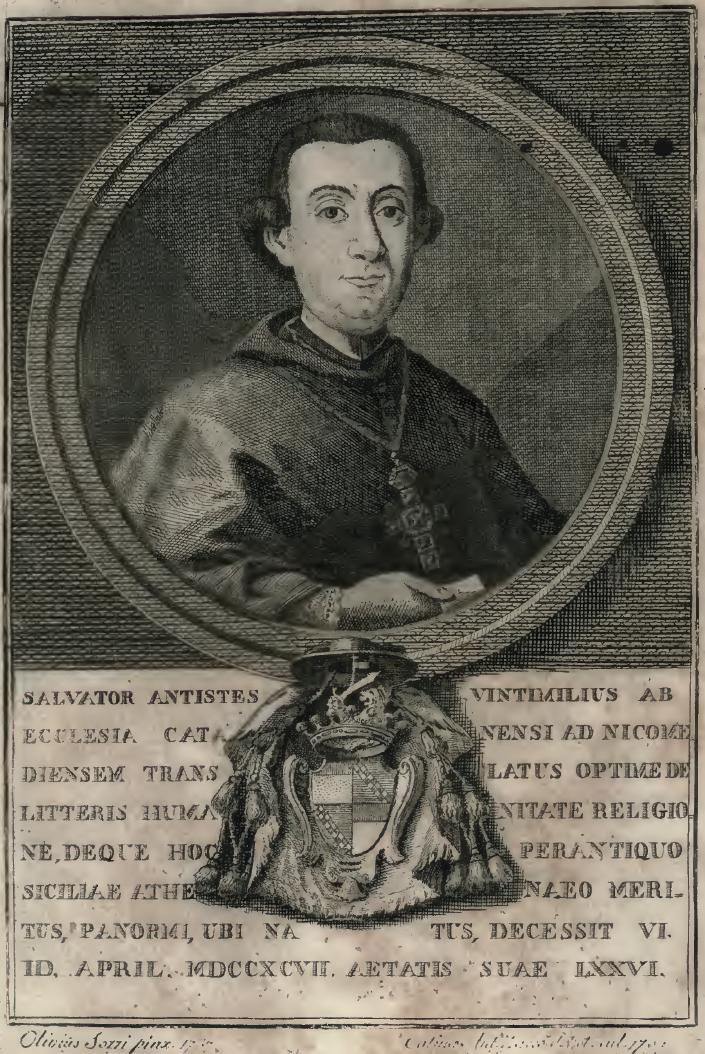
Salvatore Ventimiglia di Belmonte, Vescovo di Catania e Arcivescovo di Nicomedia, nell'incisione presente nel repertorio bibliografico della Biblioteca Ventimiliana. La biblioteca personale del Ventimiglia - aperta al pubblico già nel 1755 - fu donata il 16 settembre 1783 all'Università degli Studi di Catania, costituendo un ricchissimo fondo di opere rarissime - comprendente manoscritti, incunaboli e cinquecentine - di argomento classico, umanistico e patristico, per un totale di circa 11.000 volumi.

### Gli inizi
Nacque a Palermo, in una famiglia di antica nobiltà siciliana da Vincenzo Ventimiglia, Principe di Belmonte e da Maria Anna Statella, dei Principi di Villadorata. Suo fratello primogenito Giuseppe Emanuele, che aveva acquisito dal nonno il titolo di principe di Belmonte, fu ministro e ebbe elevati incarichi a Palermo e alla corte di Napoli.
Il giovane Salvatore entrò a Palermo nel collegio dei Gesuiti e dimostrò subito una grande sete di conoscenza, ma il suo carattere cupo ed introverso lo portò presto verso una vita contemplativa, oppresso dalla sua convinzione di essere indegno per i suoi peccati.
All'età di 21 anni si ritirò nella certosa di Santo Stefano del Bosco in Calabria e poi all'Oratorio di San Filippo Neri a Palermo. Fu ordinato sacerdote oratoriano il 16 agosto 1744.
Poco si conosce del decennio che trascorse a Roma per gli studi giuridici, che si conclusero con la laurea conseguita all'Università La Sapienza l'8 novembre 1753.
Soltanto alcuni anni dopo il ritorno a Palermo, fu nominato, nonostante la giovane età, vicario generale della curia dall'arcivescovo Marcello Cusano.
Il Ventimiglia dimostrò subito di meritare l'incarico che gli venne assegnato ed acquisì presto la benevolenza dei cittadini di Palermo.
Nel 1757, alla morte del vescovo di Catania Pietro Galletti, Carlo III lo presentò al papa come nuovo vescovo di Catania. Con bolla papale del 19 dicembre 1757, emessa da Papa Benedetto XIV, era nominato vescovo di Catania e quindi ordinato a Roma dal cardinale Joaquín Fernández de Portocarrero, il 27 dicembre dello stesso anno.

### Vescovo di Catania

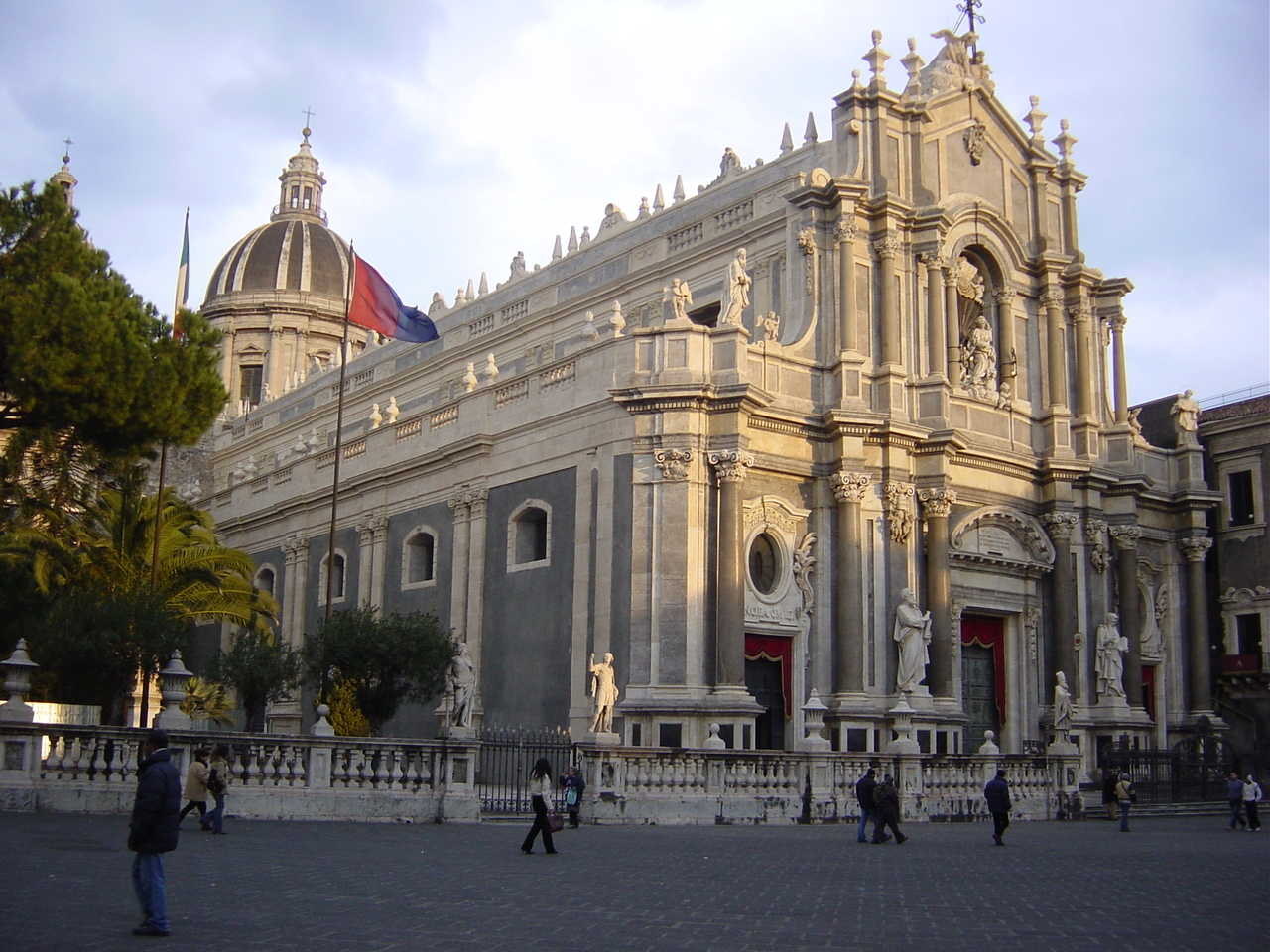
Il Duomo di Catania.

Il vescovo Ventimiglia assunse il nuovo incarico il 16 gennaio 1758. Egli dimostrò subito un grande dinamismo ed una voglia di innovazione ma si dedicò soprattutto ad un'opera di moralizzazione del clero della diocesi che negli ultimi 70 anni era andato assumendo delle consuetudini non molto aderenti al proprio ministero.
Appena insediato si attivò per la riorganizzazione della curia catanese, la ricostruzione delle parrocchie dopo il terremoto del 1693, la costruzione di nuovi edifici e di una stamperia per il Seminario. Seguì la riforma dell'insegnamento nel medesimo Seminario, rivolgendosi al Bandiera e al canonico Giovanni Agostino De Cosmi, geniale pedagogista e illuminista, la riorganizzazione dell'Università di Catania e non ultima, la scrittura di un Catechismo in siciliano per far sì che la popolazione non istruita potesse accedere alle sacre scritture ed ai principi di una giusta catechesi.
(Salvatore Ventimiglia vescovo di Catania)
(Salvatore Ventimiglia vescovo di Catania)
(Salvatore Ventimiglia vescovo di Catania)

### La sua azione a favore dei poveri
La sua attenzione fu sempre centrata all'aiuto dei poveri e dei vecchi, spesso privi di ogni cosa, per una vita dignitosa. A questo scopo, nel 1760, fondò l'Ospizio mons. Salvatore Ventimiglia (Albergo Generale dei Poveri) che costituì la prima struttura di questo tipo ad essere realizzata in città. Subito dopo, durante la carestia del 1763, impegnò la sua argenteria per far fronte alle maggiori necessità di ricovero, prendendo in affitto case e magazzini. L'Albergo Generale dei Poveri fu beneficiato - dal patrimonio privato del Ventimiglia - di una rendita annua di once d'oro 401, della casa in Contrada degli Ammalati e fu infine istituito erede universale dei beni familiari spettanti a Salvatore.

### L'austerità di vita e costumi
Nel 1762 Salvatore Ventimiglia fece stampare in Palermo un manifesto destinato alla Diocesi di Catania, in cui abrogava tutti i diritti di prelievo pecuniario inerenti alle visite pastorali, a cui erano soggetti tutti gli istituti religiosi o i laici, assumendo a suo carico personale tutte le spese per sé e per i suoi ufficiali. Il vescovo e i suoi dodici famigli dovevano essere accolti durante le visite in camere spoglie di arredi, con due tavole al posto del letto. Proibì inoltre ogni più piccolo dono al Vescovado, come era antica consuetudine, in occasione delle celebrazioni vescovili della Messa fuori dalla Cattedrale.

### I suoi dissapori con le autorità locali e le dimissioni
Ben presto sia nella Curia romana sia nelle autorità locali si creò una situazione di scontento per le innovazioni apportate dal vescovo. Iniziano pertanto delle manovre subdole tendenti a limitare il suo potere. Di questo il Ventimiglia si lamentò con le autorità ecclesiastiche ma senza avere grande riscontro. La sua indole caratteriale di tendenza al pessimismo tornò ad affiorare e cominciò ad instillare nel suo cuore il pensiero di essere inadeguato al ruolo che tanto precipitosamente aveva accettato. Non estranee a tali considerazioni le decise istanze culturali sottese all'azione del Ventimiglia:
Nel 1762, vista l'inutilità delle sue rimostranze, decise di rassegnare le dimissioni da vescovo di Catania. Il Papa Clemente XIII le respinse ed invitò re Ferdinando di Borbone ad intervenire, ma la questione non si risolse. Nel 1773, il Ventimiglia inviò una seconda lettera di dimissioni che il Papa Clemente XIV finalmente decise di accettare. Il vescovo si ritirò quindi nella natia Palermo per perseguire i suoi antichi desideri di solitudine e contemplazione.

### A Palermo
Nel momento in cui vennero accettate le sue dimissioni fu nominato arcivescovo titolare di Nicomedia.
Poco si conosce degli ultimi 25 anni della sua vita. Lasciò tutti i suoi beni all'Ospizio per i poveri che aveva fondato a Catania.
Nel Parlamento del 1778 fu eletto Deputato del Regno, nonché Deputato della Città di Palermo per i Pubblici Studi.
Per dimostrare la sua devozione a sant'Agata ed ai Catanesi, volle donare un cereo per la Festa di Sant'Agata. Questo cereo esiste tuttora ed è quello che apre la processione nei giorni 4 e 5 febbraio di tutti gli anni.
Salvatore Ventimiglia ricoprì inoltre il ruolo di Inquisitore generale di Sicilia del Santo Uffizio dal 1776 al 1782, e in quest'ultimo anno ne determinò l'abolizione e chiusura. Pare che il Ventimiglia - di idee gianseniste - sia stato membro in una Loggia di Liberi Muratori in Palermo, della quale fu anche fondatore. La Loggia riporta il titolo distintivo di San Giovanni di Scozia. In effetti figura come membro dalla fondazione di una loggia siciliana in un Catalogo de' Liberi Muratori in Sicilia risalente al 1791 o 1792 giacente nell'Archivio Segreto Vaticano .

## Genealogia episcopale
La genealogia episcopale è:
- Cardinale Sigismund von Kollonitz
- Cardinale Mihály Frigyes von Althann
- Cardinale Juan Álvaro Cienfuegos Villazón, S.I.
- Cardinale Joaquín Fernández de Portocarrero
- Arcivescovo Salvatore Ventimiglia